# نهر ماكينزي

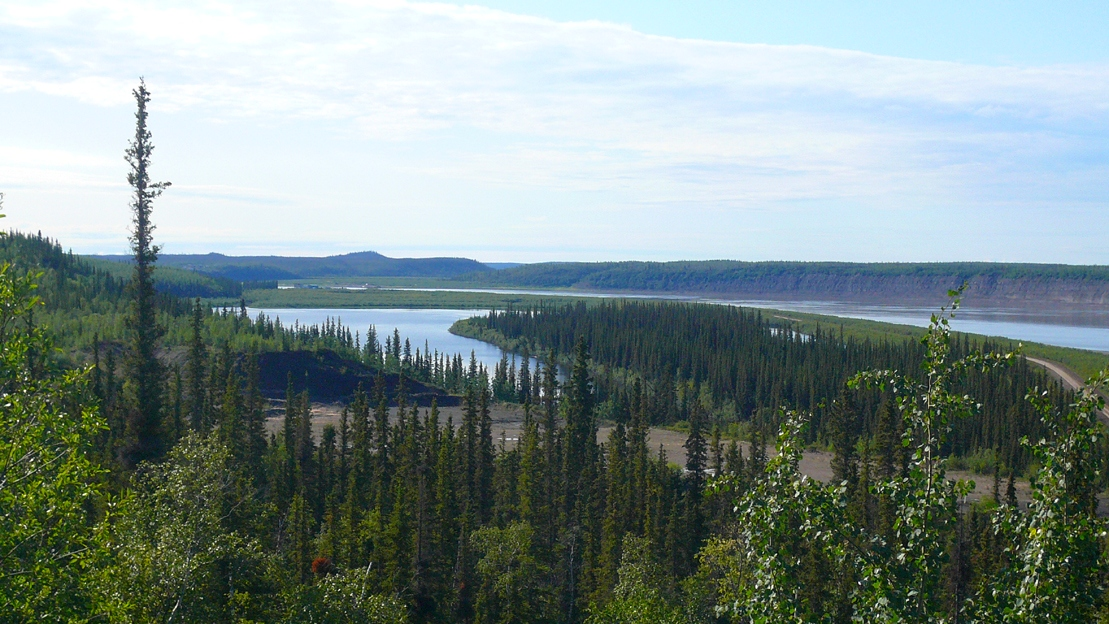
نهر ماكينزي

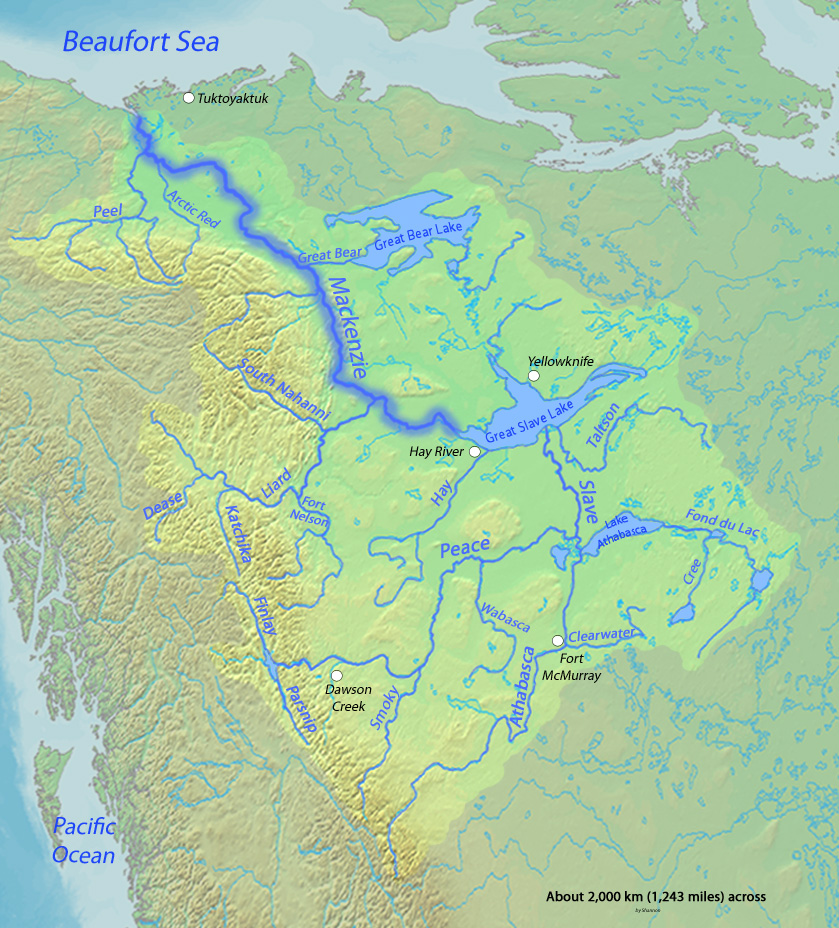
خريطة لمجرى نهر ماكنزي

نهر ماكينزي يُعدّ أكبر أنهار كندا في المنطقة الشمالية الغربية، ينساب شمالاً وغربًا لمسافة 1,700 كم من بحيرة سليف الكبرى إلى بحر بيوفورت ويبلغ عرضه 1,5كم. وتنساب في كل ثانية 1,500م§ من المياه في المتوسط من منبعه. وتغذي نهر ماكينزي روافد كثيرة منها ليارد وجريت بير وأركتيك الأحمر وأنهاربيل. تدخل المياه أيضًا من بحيرة سليف الكبرى وتصل البحيرة عبر نهر سليف الذي يجمع المياه من أنهار السلام وأثابسكا. وقد سُمي نهر ماكينزي على اسم المكتشف الكندي ألكسندر ماكينزي. تعتبر هذه الأنهار جزءًا من روافد نهر ماكينزي، أكبر أنهار كندا. وتحمل هذه الروافد الضخمة المياه من مساحة تقدر بـ 1,800,000كم² من مصادرها البعيدة في جبال الروكي في ألبرتا على نحو 4,241كم من منبع أركتيك التابع لنهر ماكينزي. وتعتبر روافد نهر المسيسيبي ـ ميسوري في شمال أمريكا أطول من روافد ماكينزي. وتمتد 2,740كم صالحة للملاحة من نهر ماكينزي وروافده من ووتروايز وألبرتا إلى بحر بيوفورت. وتعيق الملاحة حوالي 11كم من المنحدرات على نهر سليف. ويعتبر حوض نهر ماكينزي غنيًا بموارده الطبيعية. وتوجد في منطقة نهر السلام التي تضم ألبرتا ونهر كولومبيا مساحات من الأراضي الزراعية، ويوجد بها احتياطي من البترول والغاز الطبيعي ومياه لتوليد الطاقة الكهربائية. ويعتبر الجزء الشمالي من حوض دلتا نهر ماكينزي منطقة صيد الحيوانات المائية، وتوجد بها زراعة قليلة ولكنها تمتلك احتياطيًا من النفط والراديوم واليورانيوم.

## الجغرافيا

### منابع النهر
يغطي حوض نهر ماكنزي، عبر روافده العديدة، أجزاء من خمس مقاطعات وأقاليم كندية: كولومبيا البريطانية، وألبرتا، وساسكاتشوان، ويوكون، والمقاطعات الشمالية الغربية. تُعد بحيرة ثوتاد، في المنطقة الداخلية الشمالية من كولومبيا البريطانية، المنبع الرئيسي لنهر ماكنزي عبر نظام نهري فينلاي-بيس، الذي يمتد لمسافة 1923 كيلومترًا (1195 ميلًا) عبر كولومبيا البريطانية وألبرتا. أما نهر أثاباسكا البالغ طوله 1231 كيلومترًا (765 ميلًا) فينبع من منطقة أكثر جنوبًا، في متنزه جاسبر الوطني في جنوب غرب ألبرتا. يصرف نهرا بيس وأثاباسكا معًا جزءًا كبيرًا من مياه المنحدر الشرقي لجبال روكي ووسط سهل ألبرتا. يساهم نهر بيس بالجزء الأكبر من المياه، حوالي 66 كيلومتر مكعب (54 مليون فدان-قدم) سنويًا، بينما يساهم نهر أثاباسكا بحوالي 25 كيلومتر مكعب (20 مليون فدان-قدم).
يلتقي نهرا بيس وأثاباسكا عند دلتا بيس-أثاباسكا، وهي دلتا داخلية شاسعة تقع عند الطرف الغربي لبحيرة أثاباسكا، التي تستقبل أيضًا مياه الجريان السطحي من الثلث الشمالي لمقاطعة ساسكاتشوان. يتشكل نهر سليف عند التقاء النهرين ويجري لمسافة 415 كيلومترًا (258 ميلًا) متجهًا نحو الشمال مباشرة إلى بحيرة سليف العظمى، عند فورت ريزولوشن في المقاطعات الشمالية الغربية. يُعد نهر سليف أكبر نهر يصب في البحيرة بفارق كبير، بتدفق سنوي يبلغ 108 كيلومتر مكعب (87 مليون فدان-قدم). يساهم بحوالي 77% من إجمالي التدفق الداخل إلى البحيرة، ويشكل دلتا كبيرة عند مصبه فيها. وتصب في بحيرة سليف العظمى أنهار أخرى هي تالتسون ولوكهارت وهاي، إذ يمتد الأخير أيضًا إلى ألبرتا وكولومبيا البريطانية.

### المجرى الرئيسي
يتدفق نهر ماكنزي من الطرف الغربي لبحيرة سليف العظمى على بعد حوالي 150 كيلومترًا (93 ميلًا) جنوب غرب يلونايف. يبلغ عرض المجرى في البداية عدة كيلومترات لكنه يضيق إلى حوالي 800 متر (2600 قدم) عند فورت بروفيدنس، التي كانت تاريخيًا معبرًا مهمًا للعبّارات في الصيف، وتُستخدم كجسر جليدي في الشتاء لحركة المرور على طريق يلونايف السريع. أُكمل إنجاز جسر ديه تشو في عام 2012 على بعد حوالي 10 كيلومترات (6.2 ميلًا) في اتجاه مجرى النهر، ما وفر معبرًا دائمًا أكثر أمانًا. يعدّ الجسر الوحيد الذي يعبر المجرى الرئيسي لنهر ماكنزي. يتسع النهر غرب فورت بروفيدنس بشكل كبير، ليشبه بحيرة ضحلة ومستنقعية أكثر من كونه نهرًا، وتُعرف إحدى هذه التوسعات الكبيرة باسم بحيرة ميلز.
بعد اتجاهه غربًا لمسافة حوالي 100 كيلومتر (62 ميلًا)، يضيق نهر ماكنزي ويتجه شمالًا غربًا عبر مسافة طويلة من المياه السريعة والشلالات، مرورًا بقرية جين ماري ريفر. وعند فورت سيمبسون يلتقي به نهر ليارد، أكبر روافده المباشرة، من الغرب. يصرف نهر ليارد مياه منطقة واسعة في جنوب يوكون وشمال كولومبيا البريطانية، ويحمل كمية كبيرة من الرواسب خلال فترة ذوبان الجليد في الصيف، والتي لا تختلط بشكل كامل مع المياه الصافية في ماكنزي لمسافة تقارب 500 كيلومتر (310 ميلًا) في اتجاه مجرى النهر، ما ينتج عنه ظاهرة تيار صافٍ على الضفة الشرقية ومياه عكرة على الضفة الغربية.
يستمر النهر في الاتجاه الغربي-الشمالي الغربي حتى التقائه بنهر ناهاني الشمالي، حيث ينعطف شمالًا نحو المنطقة القطبية. يجري عبر التايغا المفتوحة بواديه العريض الذي تحده جبال ماكنزي من الغرب، وتلال منخفضة من الدرع الكندي من الشرق. تُسمى هذه المنطقة غير المأهولة في معظمها منخفضات ماكنزي، ورغم أنها مغطاة جزئيًا بالغابات، إلا أن معظمها يغطيه مناطق واسعة من المسكيج والمستنقعات والعديد من البحيرات الصغيرة. تنضم عدة روافد رئيسية من الغرب، بما فيها نهر روت، ونهر ريدستون، ونهر كيلي. وأسفل نهر كيلي، يجري نهر ماكنزي شمالًا على طول القاعدة الغربية لجبال فرانكلين قبل أن ينعطف شمالًا غربًا، ويستقبل نهر غريت بير، الذي يتدفق من بحيرة الدب العظيم عند توليتا.
يتسع نهر ماكنزي بشكل ملحوظ ليصل إلى حوالي 6-7 كيلومترات (3.7-4.3 ميل) عند نورمان ويلز، وهو مركز رئيسي لإنتاج النفط. وهناك مضيق عند ملتقى نهر ماونتن يُسمى مضايق سان سولت، حيث ينخفض نهر ماكنزي بحوالي 6 أمتار (20 قدم). يتدفق نهر ماكنزي أسفل نهر ماونتن مباشرة نحو الشمال حتى يصل إلى ذا رامبارتس، وهو أخدود من الحجر الجيري لا يتجاوز عرضه 500 متر (1600 قدم) ويصل عمقه إلى 45 مترًا (148 قدم). أسفل ذا رامبارتس تقع قرية فورت غود هوب، حيث ينعطف ماكنزي شمالًا غربًا مرة أخرى، ليعبر بعدها الدائرة القطبية الشمالية. يجري ماكنزي هنا في مستوى أخفض قليلًا من التندرا المحيطة، كنهر متشعب بين جروف منخفضة تبعد عن بعضها حوالي 3-5 كيلومترات (1.9-3.1 ميل). يستقبل نهر آركتك ريد من الجنوب الغربي عند تسيغيهتشيك، حيث تعبر حركة المرور على طريق دمبستر السريع عبر عبّارة/جسر جليدي.
تقع نقطة الفصل على بعد حوالي 30 كيلومترًا (19 ميلًا) شمال غرب تسيغيهتشيك، وهي رأس دلتا نهر ماكنزي الشاسعة، التي تنتشر قنواتها المتفرعة وبركها وأراضيها الرطبة عبر أكثر من 12,000 كيلومتر مربع (4,600 ميل مربع) من السهل الساحلي. يبلغ طول الدلتا قرابة 210 كيلومترات (130 ميلًا) من الشمال إلى الجنوب، ويتراوح عرضها من 50 إلى 80 كيلومترًا (31-50 ميلًا)، وهي ثاني أكبر دلتا قطبية في العالم، بعد دلتا نهر لينا في روسيا. تتكون معظم أراضي دلتا ماكنزي من تربة صقيعية دائمة، مع أعماق كبيرة حتى الصخور الأساسية. ومن السمات المميزة للدلتا تلالها الجليدية المغطاة بالتربة (البينغو)، التي يبلغ عددها حوالي 1400 تل. ينضم نهر بيل، الذي يحمل معظم مياه الجريان السطحي من شمال يوكون، إلى الدلتا عند نقطة شمال شرق فورت ماكفيرسون. وبعد ذلك، يتفرع ماكنزي إلى عدة قنوات كبيرة، حيث تتجه أكبرها نحو الشمال-الشمال الشرقي، لتصب في بحر بوفورت غرب توكتوياكتوك.
تحتوي دلتا ماكنزي على سد خشبي يضم 400,000 مخزن من الخشب، يخزن 3.4 مليون طن من الكربون، وهو ما يعادل انبعاثات سنة كاملة من 2.5 مليون سيارة.